# El Oasis
El Oasis é uma telenovela colombiana produzida pela extinta rede de televisão Cenpro TV no ano de 1994. Teve como protagonista a estrela colombiana Shakira Isabel Mebarak Ripoll (Shakira) e Pedro Rendón. A história da novela gira em torno de um romance entre dois membros de famílias rivais sobreviventes da Tragédia de Armero.
Shakira conseguiu obter os direitos sobre a trama em 2002, para que não seja mais transmitida por nem uma emissora de televisão. Com a chegada da internet, vários vídeos começaram a circular nas redes sociais.

## Elenco
- Shakira ... Luisa Maria Rico
- Pedro Rendón ... Salomon Perdigón
- Mauro Urquijo ... Anturio
- Xilena Aycardi ... Bríjida
- Pedro Mogollon ... Severo Rico
- María Margarita Giraldo ... Magdalena

- Mariela Rivas ... Agripina
- Patricia Castañeda ... Bibiana

Sountrack
1. Shakira - Lo Mío Shakira El Oasis